# Charley Mitchell
Charley Mitchell est un boxeur anglais né le 24 novembre 1861 à Birmingham et mort le 3 avril 1918.

## Biographie
Boxeur professionnel de 1877 à 1896, il a combattu à la fois selon les règles du London Prize Ring et celles du Marquis de Queensberry en poids moyens puis en poids lourds. Vainqueur notamment de Jem Mace, il n'est cependant jamais parvenu à s'emparer d'un titre mondial, s'inclinant face au champion poids lourds James J. Corbett par KO au 3e round le 25 janvier 1894.

## Distinction
- Charley Mitchell est membre de l'International Boxing Hall of Fame depuis 2002[2].